# Zanthojoppa popae
Zanthojoppa popae är en stekelart som beskrevs av Heinrich 1975. Zanthojoppa popae ingår i släktet Zanthojoppa och familjen brokparasitsteklar. Inga underarter finns listade i Catalogue of Life.